# Hypocala clarissima
Hypocala clarissima là một loài bướm đêm trong họ Noctuidae.